# Kartacz (potrawa)
Kartacz, także cepelin (lit. cepelinai/didžkukuliai, biał. цэпеліны, niem. Keilchen) – tradycyjna potrawa kuchni litewskiej, a także polskie danie regionalne, popularne w północno-wschodniej Polsce; rodzaj dużej, nadziewanej pyzy ziemniaczanej. 
Według oficjalnej specyfikacji zarejestrowanych polskich produktów tradycyjnych (woj. podlaskie), gotowa kluska ma kształt owalny, w przekroju poprzecznym okrągły i długość od 10 do 12 cm (kartacz) albo od 8 do 10 cm (kartacz sejneński/cepelin). Ciasto przygotowuje się z masy powstałej przez połączenie tartych surowych ziemniaków z ziemniakami gotowanymi lub z mąką ziemniaczaną. Dodaje się też skrobię uzyskaną przy ścieraniu surowych kartofli. Ziemniaki gotowane i skrobia stanowią proporcjonalnie niewielką część składników na ciasto. Kartacze mają barwę szarą, jasną lub ciemną – zależnie od wieku ziemniaków. Szary kolor zawdzięczają zawartości surowych ziemniaków.
Nadzienie to zazwyczaj mięso mielone z przyprawami. W niektórych domach ziemiańskich jadano kartacze z nadzieniem z siekanego kindziuka. W kuchni polskiej (woj. podlaskie) jak i w litewskiej spotyka się również inne wypełnienia, takie jak np. grzyby, kapusta kiszona lub twaróg. Znane są również cepeliny nadziewane makiem. Kartacze gotuje się w wodzie i podaje na gorąco, zwykle okraszone skwarkami z boczku lub z posiekaną i zeszkloną cebulą. Na Litwie podaje się je z sosem przygotowanym ze skwarek, cebuli oraz kwaśnej śmietany.
W Polsce, potrawa jest najbardziej popularna na Podlasiu, Suwalszczyźnie, Warmii i Mazurach.
Na Litwie uchodzi za danie narodowe i jest najpopularniejszym daniem w wielu restauracjach. W zależności od regionu nieco różni się sposób przygotowania cepelinów, jak i podanych do niego sosów.